# Iglesia de San Juan (Camoca)
La Iglesia de San Juan ubicada en Camoca, municipio de Villaviciosa (Asturias, España) es un templo construido en la segunda mitad del siglo XIII. Su estructura es muy sencilla; presenta nave rectangular única y cabecera cuadrada característica del románico rural de la zona de Villaviciosa.
En 1973 se construyó la espadaña, el pórtico y se prolongó la nave con un cuerpo cerrado a los pies. De la etapa románica conserva el arco de triunfo, compuesto por dos arquivoltas lisas sobre tres columnas a cada lado con capiteles con decoración vegetal y animalística, algunos canecillos y la portada sur, muy sencilla, en arco de medio punto con una arquivolta lisa con imposta moldurada.
El interior se ilumina a través de las ventanas saeteras abocinadas de la zona alta de la nave y del muro testero del ábside. La nave se cubre con cubierta plana y la cabecera con bóveda de cañón.
La Iglesia actualmente está modificada por el añadido de un cuerpo lateral en el muro norte de la nave, que forma una falsa nave separada.
La espadaña es de sillería, con dos huecos y rematada con bolas y una cruz.